# 淘大花園

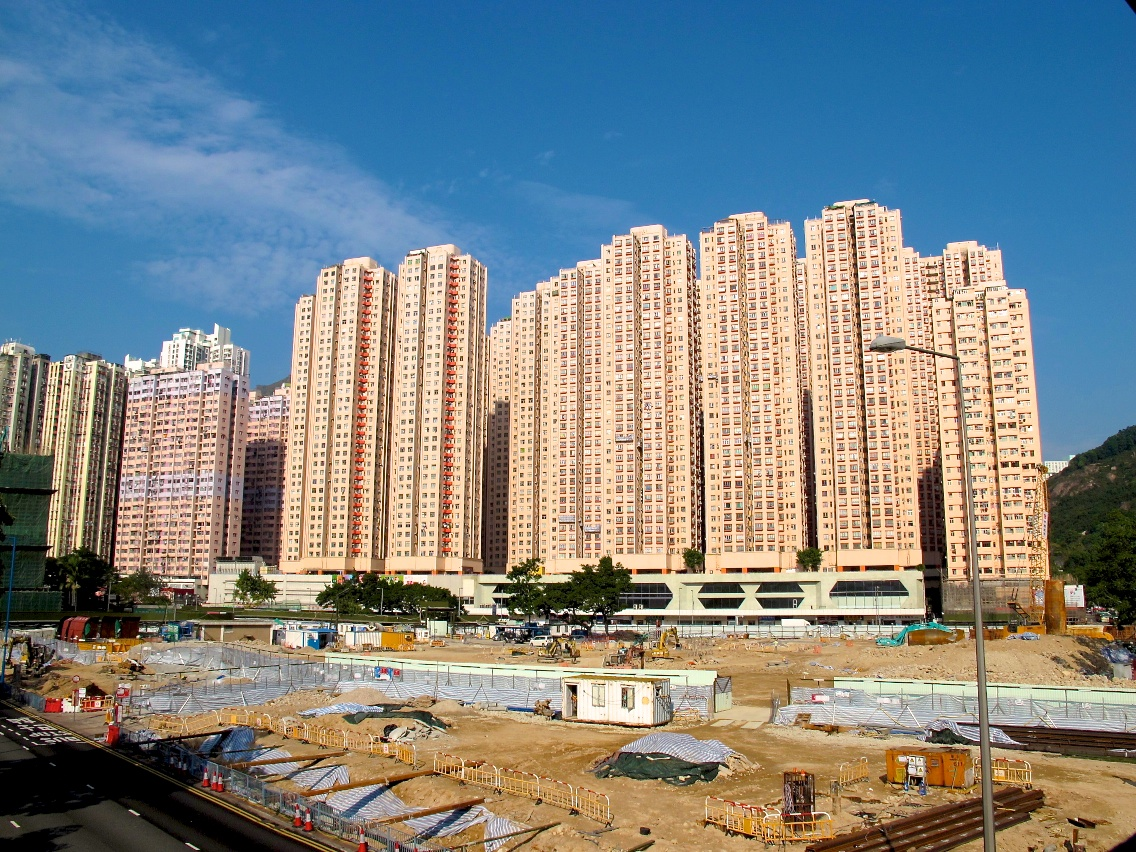
從九龍灣站遠眺淘大花園

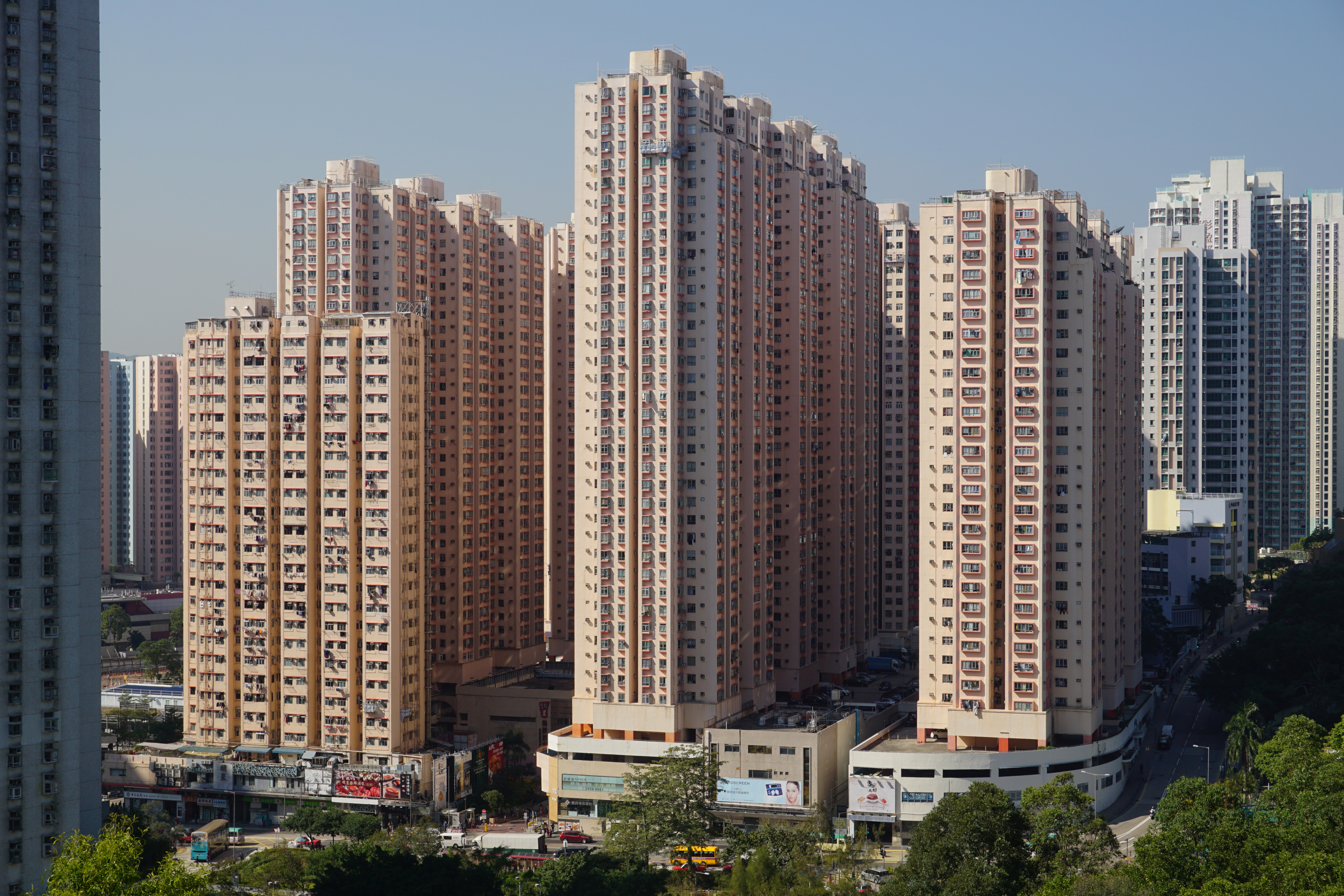
淘大花園東面，左前方樓宇為偉景樓

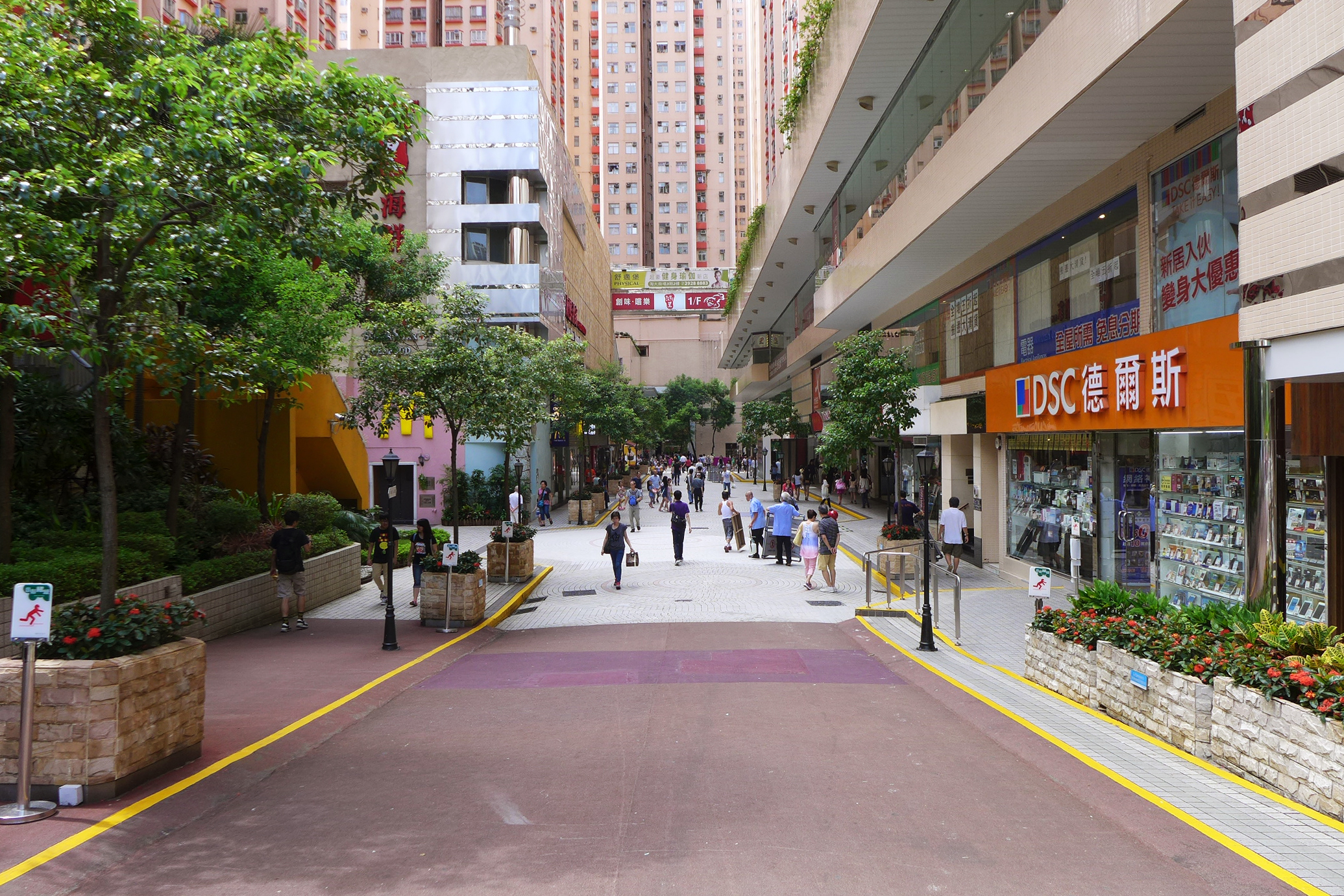
淘大商場露天廣場

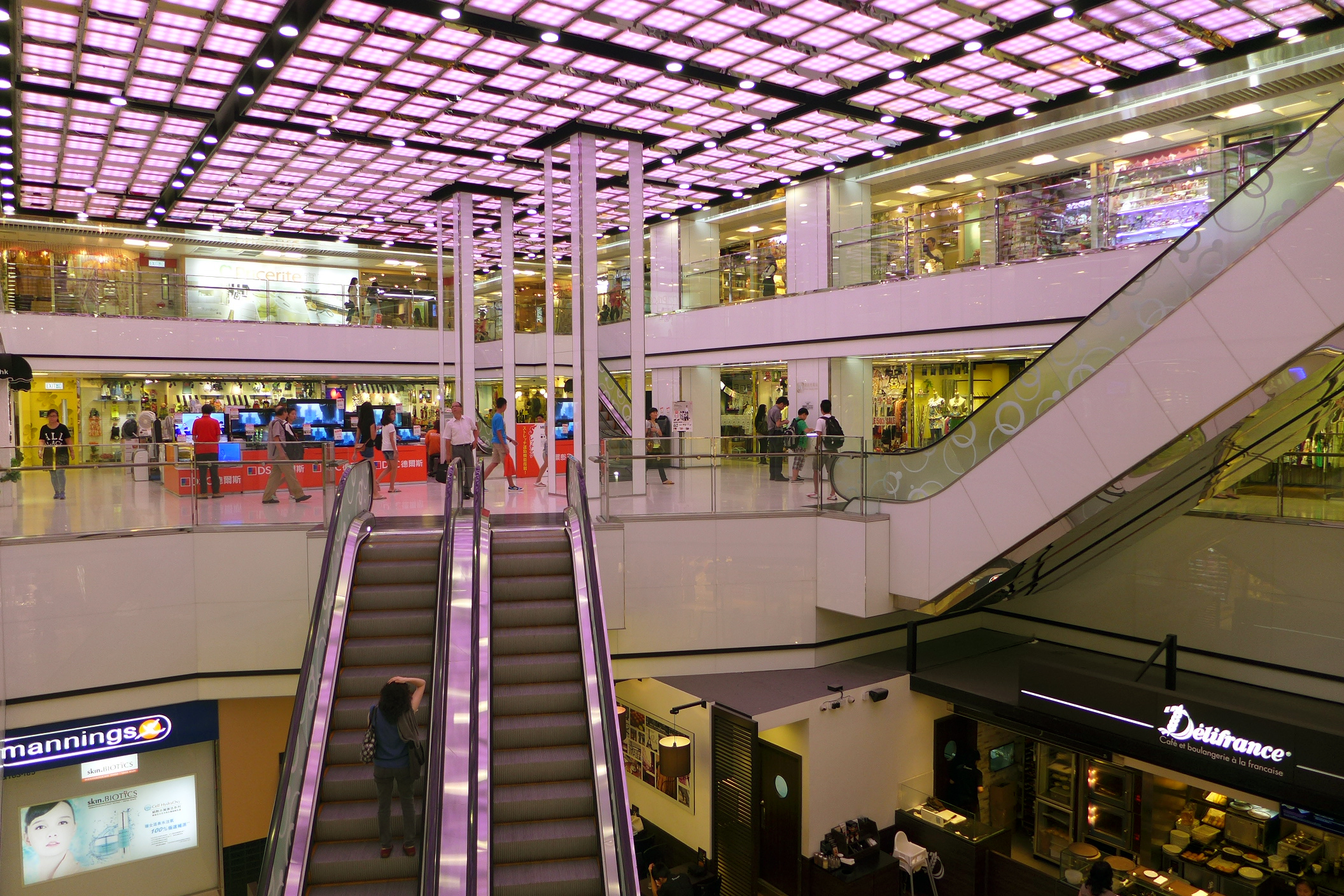
淘大商場中庭

淘大花園（英語：Amoy Gardens）是香港一個大型私人住宅項目，位於香港九龍佐敦谷牛頭角道77號，位置也是牛頭角市中心，是牛頭角區最大型的私人屋苑，而淘大商場也是區內重要商場之一。

## 歷史
屋苑前身是1930年建立的淘化大同食品（英文：Amoy Food）的醬油食品工場。工場前身和旁邊佐敦谷出海口是客家村落大灣村，1950年年代中大灣村被政府收回土地，興建道路和佐敦谷徙置區。村落清拆前有十數戶人家，以務農為生，落戶在此已有百多年。1977年，恆隆集團以2億港元向淘化大同購入位於九龍佐敦谷的「淘大工業村」約22.26萬平方呎土地，以興建大型屋苑，廠房遷到荃灣青山公路九咪半南海紗廠舊址。
屋苑建於1980年至1987年，1981年開始入伙，發展商兼大業主為恒隆地產。在過去三十多年內，經多次商業併購出售，除了中文和英文名稱獲得保留採用之外，今日的淘大花園和淘大商場，不再與淘大食品存有任何關係，只是恒隆地產旗下的地產項目。

## 屋苑資料與設施

### 命名
由於屋苑前身是淘化大同食品屬下的醬油食品工場，故此屋苑名稱就是取自該公司的簡稱「淘大」。

### 特色及屋苑資料
淘大花園與附近的德福花園及得寶花園，是牛頭角及九龍灣兩區最大屋苑及置業熱門樓盤，故合稱「九龍灣三寶」。但淘大花園及得寶花園因為鄰近九龍灣站，自地鐵站落成後，時常被誤寫成九龍灣，實際上兩屋苑均屬於牛頭角區。
淘大花園共分4期發展，共有單位4896個，單位建築面積由371呎至607呎不等，實用率介乎73至82%。首期建造工程在1979年10月18日正式批出，由瑞安建業投得。
於1981年入伙的1期（A至G座）樓齡最高，但最近商場及港鐵站，部份前排高層戶可享遠海景。 於1984年入伙的2期（H至K座）位處牛頭角道旁，前排單位馬路噪音較大，部份高層戶享遠海景。其餘的第3期（L至P座）及第4期（Q至S座）分別於1985年及1987年入伙。
以下為各大廈資料：
| 淘大花園各座資料 | 淘大花園各座資料 | 淘大花園各座資料 | 淘大花園各座資料 | 淘大花園各座資料 | 淘大花園各座資料                      |
| ---------------- | ---------------- | ---------------- | ---------------- | ---------------- | ------------------------------------- |
| 期數             | 座號             | 大廈層數         | 單位數目         | 入伙日期         | 提供升降機的廠商                      |
| 第1期            | A                | 33（4-36樓）     | 264              | 1981年6月        | 東芝 （載重量為680公斤，載客量為9人） |
| 第1期            | B                | 33（4-36樓）     | 264              | 1981年6月        | 東芝 （載重量為680公斤，載客量為9人） |
| 第1期            | C                | 33（4-36樓）     | 264              | 1981年6月        | 東芝 （載重量為680公斤，載客量為9人） |
| 第1期            | D                | 33（4-36樓）     | 264              | 1981年6月        | 東芝 （載重量為680公斤，載客量為9人） |
| 第1期            | E                | 33（4-36樓）     | 264              | 1981年6月        | 東芝 （載重量為680公斤，載客量為9人） |
| 第1期            | F                | 33（4-36樓）     | 264              | 1981年6月        | 東芝 （載重量為680公斤，載客量為9人） |
| 第1期            | G                | 33（4-36樓）     | 264              | 1981年6月        | 東芝 （載重量為680公斤，載客量為9人） |
| 第2期            | H                | 32（4-35樓）     | 256              | 1984年4月        | 東芝 （載重量為680公斤，載客量為9人） |
| 第2期            | I                | 32（4-35樓）     | 256              | 1984年4月        | 東芝 （載重量為680公斤，載客量為9人） |
| 第2期            | J                | 32（4-35樓）     | 256              | 1984年4月        | 東芝 （載重量為680公斤，載客量為9人） |
| 第2期            | K                | 32（4-35樓）     | 256              | 1984年4月        | 東芝 （載重量為680公斤，載客量為9人） |
| 第3期            | L                | 35               | 280              | 1985年3月        | 東芝 （載重量為680公斤，載客量為9人） |
| 第3期            | M                | 35               | 280              | 1985年3月        | 東芝 （載重量為680公斤，載客量為9人） |
| 第3期            | N                | 35               | 280              | 1985年3月        | 東芝 （載重量為680公斤，載客量為9人） |
| 第3期            | O                | 35               | 280              | 1985年3月        | 東芝 （載重量為680公斤，載客量為9人） |
| 第3期            | P                | 35               | 280              | 1985年3月        | 東芝 （載重量為680公斤，載客量為9人） |
| 第4期            | Q                | 25               | 208              | 1987年6月        | 東芝 （載重量為680公斤，載客量為9人） |
| 第4期            | R                | 25               | 208              | 1987年6月        | 東芝 （載重量為680公斤，載客量為9人） |
| 第4期            | S                | 25               | 208              | 1987年6月        | 東芝 （載重量為680公斤，載客量為9人） |

屋苑不設住客會所和泳池，但設有多層的淘大商場，提供不同食肆及多元化商舖類別之選擇，甚至有一間戲院和一間買賣二手汽車的車行，其中食肆和粵式酒樓選擇尤其多。住戶步行前往德福廣場，也相當方便。淘大商場內設有一間大型連鎖超市分店，兩間不同的廿四小時營業便利店，而且鄰近牛頭角市政街市，購買日常食品用物也算便宜。淘大花園各期備有停車場，車位充足，月租為3500元 (住戶季票$9500/3個月，排至少年半)，私家車須於彩霞道的停車場路口出入，而位於佐敦谷北道的出入口只供緊急車輛使用，送貨到淘大商場的大型貨車就可以用位於牛頭角道的入口。
屋苑獲水務署頒發「大廈優質供水認可計劃－食水(管理系統)」金證書及「大廈優質供水認可計劃－沖廁水」金證書，認可屋苑的供水系統得到妥善保養和檢查。

### 保安
淘大花園範圍內的保安巡邏工作由恆隆物業負責。住戶進入大廈需要使用專屬智能卡開啟地下大堂閘門或平台閘門。除了每座大廈全日均有一名保安員當值執勤之外，淘大花園範圍內各處設置了閉路電視系統監視，亦分別在第一期平台設有廿四小時保安控制中心和在第三期的屋苑管理辦事處。日常公眾治安則歸屬秀茂坪警區的牛頭角分區警署負責，而消防拯救服務和救護車服務分別由九龍灣消防局和九龍東最大的牛頭角救護站派車，有需要時更可從附近的牛池灣和順利分局獲得支援。

### 醫療
淘大花園設有數所私人執業的醫務診所，包括普通科醫生、牙科醫生和物理治療等，附近亦不難找到各科中醫、跌打醫師、兒科醫生或X光化驗所以至夜間診所。有需要時，只需5分鐘車程便能到達設有廿四小時急症室服務、九龍東最大的公立醫院－基督教聯合醫院。

### 文娛康樂及政府設施
好運戲院（Good Luck Theatre），於1984年6月28日開業(已結業)，由港九新界戲院同業商會會長袁國祥經營，主要放映外語電影，而票價劃一收17元。首部放映的電影是《魔域奇兵》。
淘大花園旁邊為康文署管理的佐敦谷遊樂場（附設籃球場、付費網球場和門球場）以及每逢泳季才啟用的佐敦谷游泳池，吸引不少淘大花園住戶和附近居民前往使用。位於鄰近的安基苑商場內更設有牛頭角郵政局，方便投寄和繳費服務。

### 商場
淘大商場（Amoy Plaza）是淘大花園的商場，樓高3層，佔地44,951平方米，發展商為恆隆地產。
商場分為4期，第1期與第2期緊密連接，經多次改造裝修後，現多已分不清界線。第3期商場較為獨立，第4期商場甚細小，只有不及七八個舖位，出入口亦沒有與各期商場或私家路連結。

## 事件

### 非典事件
2003年3月下旬，SARS在淘大花園爆發。截至4月15日，淘大花園共有321宗SARS個案。感染個案明顯集中在E座，佔累積總數的41%，記錄得第二多感染個案的是C座（15%），第三位是B座（13%），而第四位是D座（13%），餘下的個案（18%）則散布在其他11座。感染SARS的淘大E座居民有107人，當中大部分住在E座的7號和8號垂直排列的單位。
面對SARS的迅速擴散，港府採取史無前例的緊急行動，宣佈把淘大花園E座隔離10天。所有E座淘大居民，除了事前暫住親友家中的外，一律強制遷進鯉魚門度假村和麥理浩夫人度假村隔離。2003年中旬，衛生署聯同其他8個政府部門展開調查。調查後，當局相信疾病的傳播主要與房屋結構的設計有關，病毒有可能通過排泄物或廢水傳播。世界衞生組織其後亦進行調查，兩個調查結果均顯示，由於個別單位浴室的連接地面排水口的聚水器乾涸，排水口與排污渠變得毫無阻隔，當強力的抽氣扇啟動時，帶病毒的液滴可能從地台排水口倒流入浴室，這些液滴有可能被抽至天井，並經由打開的窗戶隨著氣流飄進其他單位。
後來，淘大花園經全面消毒，居民重返家園。
由於當時淘大花園的疫情被香港及廣東省的媒體多次報道，在內地自由行開放後，部分內地遊客及好奇的市民也視淘大花園為一個「旅遊景點」去參觀遊覽，甚至會拍照留念，引起部分居民不滿。

### 無屍體兇殺案
2011年10月6日，33歲的秦嘉儀由其淘大花園E座住所離奇消失，其同居男友、證券公司前董事陳文深涉嫌謀殺秦。在2015年8月，案件經過15天審訊後，陪審團退庭商議約兩小時之後，一致裁定被告謀殺罪名成立，依例判處終身監禁，成為本港首宗「無屍、無法證、無招認」而入罪的謀殺案件。暫委法官司徒冕判刑時指，由於秦嘉儀與被告同居的淘大花園保安完善，閉路電視提供強烈環境證供，因此能夠將被告繩之於法。而被告陳文深兩度被裁定謀殺罪成，並上訴得直，再次發還重審。案件在2023年2月底進行第三度審訊後，陪審團一致裁定他謀殺罪名不成立，但誤殺罪成，辯方透露被告已在獄中9年，希望可以即時獲釋。